# Циклер, Александр
Алекса́ндр Ци́клер (нем. Alexander Zickler; род. 28 февраля 1974[…], Бад-Зальцунген, Зуль) — немецкий футболист, нападающий. Известен по выступлениям за мюнхенскую «Баварию» и национальную сборную Германии.

## Карьера игрока
Родился в городе Бад-Зальцунгене, находящемся в Восточной Германии. Циклер начал свою карьеру в клубе «Динамо» (Дрезден), вступив в молодёжную систему клуба в 1980 году, в возрасте шести лет.
В сезоне 1992/93 играл с первой командой в Бундеслиге, дебютировав 23 октября 1992 года в проигранной домашней игре против «Нюрнберга», и в итоге помог команде избежать вылета.

## Карьера тренера
С сезона 2012/13 Александр Циклер стал помощником тренера молодёжных команд «Ред Булл» Зальцбург. В феврале 2017 года Циклер занял ту же должность в австрийском клубе «Лиферинг». В сезоне 2017/18 Циклер стал ассистентом Марко Розе, который возглавлял на тот момент «Ред Булл» Зальцбург. В сезоне 2019/20 Александр Циклер продолжил работать в тренерском штабе с Марко Розе, но теперь уже в «Боруссии» Мёнхенгладбах.

## Достижения
Бавария
- Чемпион Германии: 1994, 1997, 1999, 2000, 2001, 2003, 2005
- Обладатель Кубка Германии: 1998, 2000, 2003, 2005
- Обладатель Кубка лиги Германии: 1997, 1998, 1999, 2000, 2004
- Обладатель Кубка УЕФА: 1996
- Победитель Лиги чемпионов: 2001, 1999 (финалист)
- Обладатель Межконтинентального Кубка: 2001
- Финалист Суперкубка Европы: 2001

Ред Булл Зальцбург
- Чемпион Австрии: 2007

## Личные достижения
- Лучший бомбардир чемпионата Австрии: 2006/2007, 2007/08
- Лучший футболист Австрии: 2006